# Ryszard Koziołek

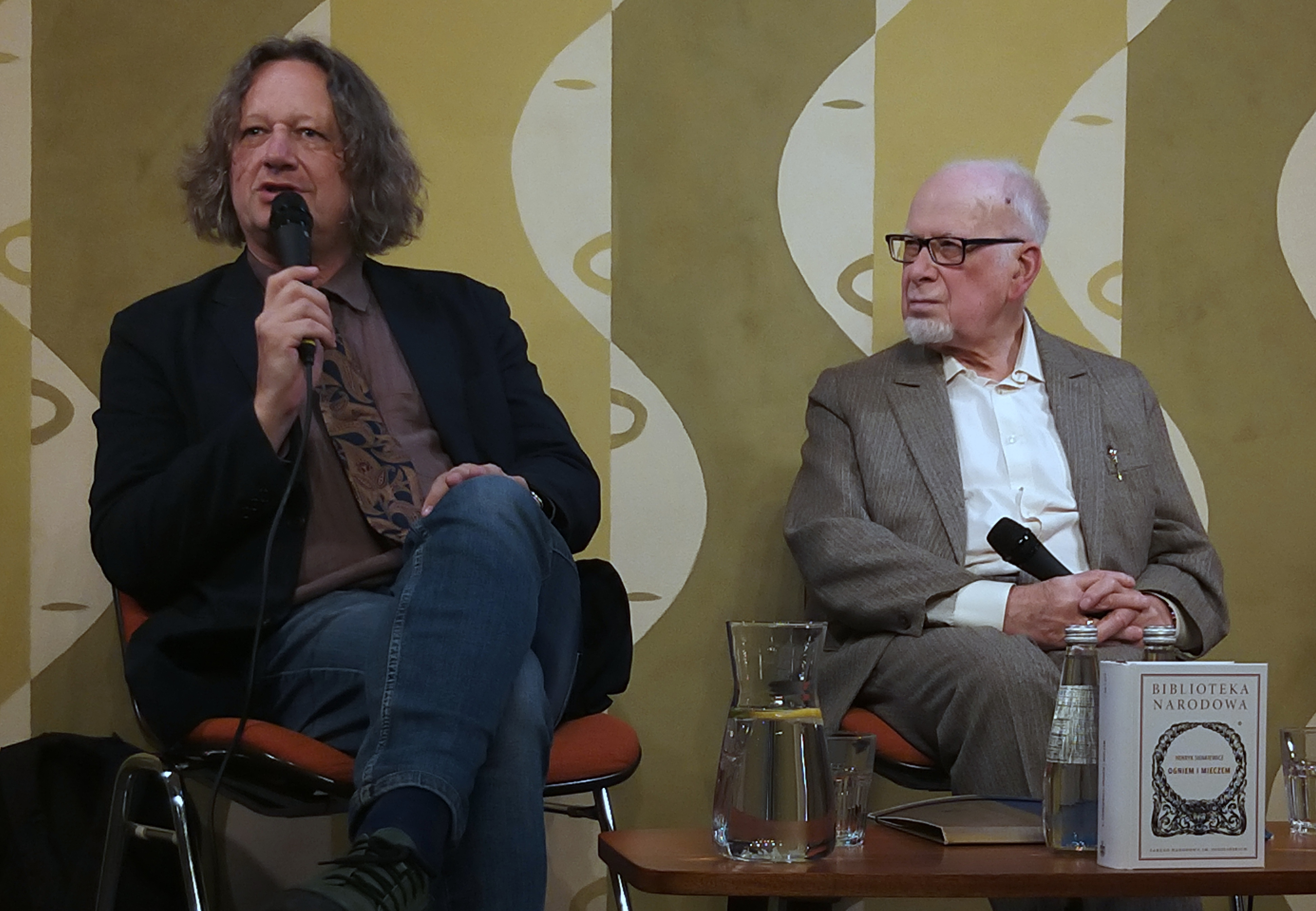
Ryszard Koziołek w rozmowie z Tadeuszem Bujnickim o Ogniem i mieczem Henryka Sienkiewicza – Warszawa, 22 maja 2024

Ryszard Władysław Koziołek (ur. 23 marca 1966 w Bielsku-Białej) – polski literaturoznawca, historyk literatury, profesor doktor habilitowany nauk humanistycznych, od 2020 roku rektor Uniwersytetu Śląskiego w Katowicach.

## Życiorys
Jako dziecko mieszkał na styku Jaworza i Jasienicy na Śląsku Cieszyńskim. Ukończył technikum mechaniczno-elektryczne, ale postanowił zostać filologiem. W 1991 ukończył studia polonistyczne na Uniwersytecie Śląskim w Katowicach, tam w 1997 uzyskał stopień naukowy doktora na podstawie rozprawy pt. Mimesis w „Twarzy Księżyca” Teodora Parnickiego napisanej pod kierunkiem Krzysztofa Kłosińskiego. W 2010 otrzymał stopień doktora habilitowanego na podstawie pracy pt. Ciała Sienkiewicza. Studia o płci i przemocy. Pracuje w Instytucie Literaturoznawstwa (dawn. Instytucie Nauk o Literaturze Polskiej im. Ireneusza Opackiego) na Wydziale Humanistycznym Uniwersytetu Śląskiego. Od 2011 pełni również funkcję dyrektora Kolegium Indywidualnych Studiów Międzyobszarowych UŚ (wcześniej Międzywydziałowe Indywidualne Studia Humanistyczne). W 2012 został prorektorem UŚ ds. kształcenia i studentów, w tym samym roku mianowany profesorem UŚ. W 2016 otrzymał tytuł profesora nauk humanistycznych.
W 2010 otrzymał Nagrodę Literacką Gdynia w kategorii eseistyki za książkę Ciała Sienkiewicza, w 2017 Nagrodę im. Kazimierza Wyki za wybitne osiągnięcia w dziedzinie eseistyki oraz krytyki literackiej i artystycznej.
W latach 2012–2014 był członkiem jury, a w roku 2015 przewodniczącym Nagrody Literackiej „Nike”.
28 maja 2020 Kolegium Elektorów Uniwersytetu Śląskiego w Katowicach wybrało go na rektora uczelni w latach 2020–2024. 17 kwietnia 2024 ponownie wybrany na to stanowisko w kadencji 2024-2028

## Twórczość
- Zdobyć historię. Problem przedstawienia w Twarzy księżyca Teodora Parnickiego (1999)
- Ciała Sienkiewicza. Studia o płci i przemocy (2009)
- Znakowanie trawy albo Praktyki filologii (2011)
- Dobrze się myśli literaturą (2016)
- Wiele tytułów (2019)
- Czytać, dużo czytać (2023)